# 水槽 (カール・ジャコビの小説)
『水槽』（すいそう、原題：英: The Aquarium）は、アメリカ合衆国の小説家カール・ジャコビによる短編ホラー小説。
1962年のアーカムハウスの単行本『漆黒の霊魂』に収録された。もとはクトゥルフ神話として執筆されたが、オーガスト・ダーレスが編集に際して神話に言及している部分を削除した。
日本の収録アンソロジー『幻獣の遺産』では「宏大な家の図書室を置き去りに失踪した男の恐怖の真実を知る怖い一篇」と紹介される。

## あらすじ

### ホレイショ・リア
ロンドンヘイニー小路の一軒家には、海の研究者であるホレイショ・リアと、弟のエドマンドが住んでいた。兄弟仲は長い間うまくいっておらず、弟は兄の深海探検の報告を偽りであるとおおっぴらに非難までした。それでもなお兄弟は同居していたが、あるとき突然エドマンドが出て行き姿をくらます（ベイツ氏の証言1）。
兄ホレイショは、図書室に特製の巨大水槽を設置して、深海で採取した貝の標本を飾っていた。彼は水槽の蓋をしているうちに心臓麻痺に襲われて死んでしまう。また彼は貝のコレクションを大量に所有していたが、死ぬ前に例の水槽のもの以外のほとんど全て棄ててしまっており、理由は誰にもわからない。また水槽内のタンクは、バルブが錆びついており、水を取り替えることができずに放置されたまま一年が経過する（ベイツ氏の証言1）。
ホレイショは「深海には高度に発達した軟体動物が生存している」という独創的な説を提唱していた。晩年には、悪魔学と民間伝承と自説をごっちゃにして、空想的な考えに憑りつかれ、ついには自分の貝に生贄を捧げるなどと妄言まで口にするようになる。弟は兄の信念をからかい、兄は弟に悪口雑言をあびせているのを、隣人ベイツは幾度も耳にする（ベイツ氏の証言2）。

### ミス・ローズ
貸家を探していたミス・エミリー・ローズは「二階建、十二室、温室、aq付、家具完備」という広告に目を留める。aqとは何のことか、不動産屋に尋ねたところ、aquarium（水族館、水槽の両義あり）のことであり、「図書室の中に水槽がある」のだと説明を受ける。前の持ち主の奇妙な趣味の名残りであり、まだ取り壊していないのだという。ローズはいっこうに気にせず、物件を見て気に入り、契約する。また友人のエディスを同居に誘う。この家はほとんどの点でローズの希望を満たすものであったが、図書室だけは持て余していた。家具は重く邪魔で、雰囲気も陰気で、さらに水を取り換えることができないままの水槽からは腐敗臭がただよってくる。
ローズとエディスが同居し始めてから一週間が経過したころ、エディスの猫が隣家に迷い込んだことがきっかけで、隣人ベイツが訪問してくる。ローズが男客を図書室に案内すると、水槽を見た彼は見栄えの悪さと中身の不快さを指摘し、リア兄弟の顛末を説明する。翌日、ローズは苦労して水槽のバルブを動かし、水を捨てる。タンクの底の厚い砂の層には、貝が乗ったり半ば埋まっていた。また図書室からは海図や貝類のスケッチが見つかり、ローズはリア博士に興味を抱く。そこでリア博士の論文を読み始めるたところ、最初のうちは博識な研究者という印象であったが、弟エドマンドに関する憤りを含んだ表現が幾つもみられ、幻滅する。弟への憎悪の動機は、兄の学説を弟が認めなかったためらしいが、その学説がどのようなものであるのかは記されていなかった。
仔猫が一匹姿を消す。エディスは何かが窓から入って来て連れ出したのだと判断する。だがローズは、その窓の高さでは出ることも入ることもできないと思い、また血にまみれた和毛の房を見つけるが友人に教えはしなかった。
雨の日、ローズがベイツに挨拶をしたところ、彼は「まだ水槽を片付けていないのですね」と言ってくる。続いて、ホレイショは頭が変だったと言い出したために、ローズはどのようにおかしかったのかを尋ねる。
エディスは図書室と水槽を気に入り、水槽を背景に肖像画を描いてほしいとローズに頼んだり、リア博士の幻想的で不気味な書類を読みふけるようになり、あまりの熱中ぶりは家事をしているときも心ここにあらずといった有様である。またローズは、奇妙な音が聞こえるようになる。低く脈打っているような、まるで空っぽの貝殻を耳に押し当てられているような音について、エディスに尋ねても彼女は無表情な顔をするのみ。幻聴の病であろうかと、医者に診察してもらっても異常はみられない。四月がすぎ五月になっても、音はまだまだ続き、またエディスの心神喪失は手に負えなくなる。ついにエディスは夢遊病に取りつかれ、深夜に図書館に歩いて行き水槽をじっと見つめていたところを、ローズによって寝室に連れ戻される。この夢遊病事件をきっかけに、エディスはさっぱりと目を覚ましたが、ローズには嵐の前の静けさという確信があった。
5月19日の夜、温室兼アトリエで絵を描いていたローズは、家の中からはまったく音が聞こえてこないことから異変を察する。図書室に向かうと鍵がかかっている、ノックしても返事がない。マスターキーで錠を開けたところ、「頭部を何者かに食い荒らされた」エディスが息絶えていた。また水槽の色は、灰乳白色の液体ではなくピンク色で、大きな貝の輪郭と人間の白骨とがはっきりと見えた。床にはべとべとした匍匐跡が残っており、赤い渦巻き状の模様が、水槽からエディスの体へと伸び、また水槽に引き返していた。

## 主な登場人物・用語

### 人物
- ミス・エミリー・ローズ - 画家。32歳で未婚。
- エディス・ハルビン - ミス・ローズの友人。影響されやすい性質。
- クッチン - シャム猫。エディスの愛猫で、4匹の子供がいる。
- リューシャス・ベイツ - 隣人。ローズに2度にわたってリア兄弟について証言し、「わたしならあの水槽を片付けますね」と助言する。
- ホレイショ・リア - 家の前の持主。深海研究者にして貝類学者。潜水器に入ってハイチ沖のセナアビン海溝を探検した。一年前に死去。
- エドマンド・リア - ホレイショの弟。兄とは喧嘩が絶えなかった。行方不明。

### 水槽
図書室に設置されている。長さ10×幅3フィート（300×90センチ）。中央部にはガラスのタンクがついている。ホレイショは、貝を見つけた場所の自然環境に可能な限り似た状態（≒ビバリウム）を再現させていた。
バルブが錆びついており、ホレイショの死後は水を取り替えることができずに放置され、腐敗臭を放っている。

### 文献
- ハイドルフィネ - ガントリーの著。恐ろしい、ぞっとするような挿絵が入っている稀書。
- 深海の狂人たち - ガストン・ル・フェの著。初版本。著者が発狂死したことが序文でさりげなく述べられている。
- ウンター・ゼン・クルテン - ドイツの文献で、17世紀に全部破棄されたと推定されてきた本の、海賊版写本。

## 収録
- 角川文庫『怪奇と幻想2』
- ハヤカワ文庫『幻想と怪奇I』
- 北宋社『幻獣の遺産 憑依化現』中村能三訳

## 関連作品
- 深海の罠 - ブライアン・ラムレイの短編ホラー小説。『水槽』にインスパイアされて執筆された[4][5]。3冊の文献タイトルも継承されている。